# Genenbos
Genenbos est un hameau et une paroisse de la commune de Lummen, dans la Province de Limbourg en Belgique. Le petit village est frontalier avec les communes d'Heusden et de Beringen et le centre de Lummen.
Il est le située entre le Canal Albert et les autoroutes E 313 et E 314.

## Origines

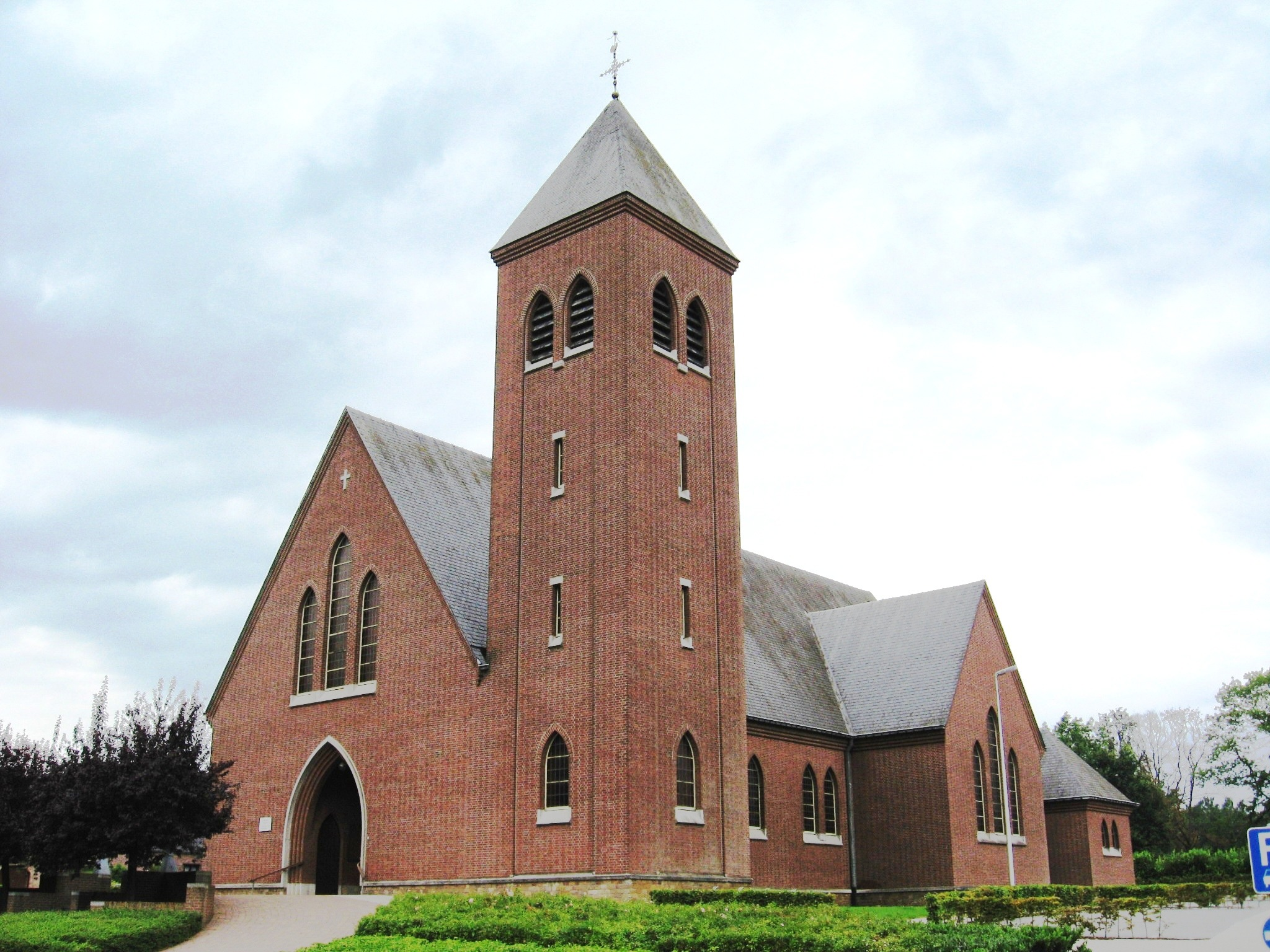
Église St-Roch de Genenbos

Concernant l'appellation « Genenbos », si l'on sait que le suffixe « Bos » vient du mot franc signifiant « bois » ou « arbre », l'origine de « Genen » reste encore très incertaine. Une explication populaire fréquente dit que "genen" serait la forme ancienne du mot Néerlandais "geen", signifiant « pas » ou « pas de ». Donc Genenbos aurait comme origine : pas d'arbres ou sans arbres, mais cela s'avère inexact, car il a été démontré que le site comportait beaucoup d'arbres.
Des traces montrent l'existence d'une chapelle dès 1672. À partir de 1842, une paroisse est instaurée et dédiée à Saint Roch. En 1850, on commença la construction de l'église Saint-Roch qui sera remplacée par une nouvelle en 1961.

## Célébrités
- Marc Wauters, ancien coureur cycliste belge
- Stefan Everts, 10 fois champion du monde de motocross